# Bitcewskij park
Bitcewskij park (ros. Битцевский парк) – stacja końcowa linii Butowskiej metra moskiewskiego, znajdująca się w południowym okręgu administracyjnym Moskwy w rejonie Jasieniewo (Ясенево). Otwarcie miało miejsce 27 lutego 2014 roku. Stacja typu płytkiego jednonawowego położona jest na głębokości 10 m. Cechą charakterystyczną wystroju jest asymetryczne sklepienie oraz dekoracyjne panele wykonane z hartowanego szkła, które prezentują grafikę przedstawiającą pobliski park. Stacja umożliwia przesiadkę na stację Nowojasieniewskaja linii Kałużsko-Riżskiej. 